# Lasioglossum knereri
Lasioglossum knereri är en biart som först beskrevs av Jason Gibbs 2010. Den ingår i släktet smalbin och familjen vägbin. Arten finns i nordvästra USA till sydvästligaste Kanada.

## Beskrivning
Huvud och mellankropp är gulgröna med ett blått skimmer till blå med grönt skimmer. Munsköldens övre halva är mörkbrun, och dess nedre bronsfärgad till varmgul. Antennerna är brunaktiga, vingarna halvgenomskinliga med brungula ribbor, och benen bruna.Bakkroppen är mörkbrun med rödaktigt till gulaktigt bruna bakkanter på segmenten. Kroppen har vitaktig behåring som är förhållandevis gles utom på nederdelen av hanens ansikte och på hanens buk. Arten är liten, honan har en kroppslängd på 5,5 till 6,2 mm och en längd på framvingen på 3,5 till 4,3 mm, medan motsvarande mått hos hanen är knappt 5 mm respektive omkring 3,5 mm.

## Utbredning
Utbredningsområdet omfattar sydvästra Kanada (sydligaste British Columbia och sydvästligaste Alberta) till nordvästra USA (Washington, Montana, Idaho, Oregon, Wyoming, sydvästligaste Nebraska, nordöstra Kalifornien, Nevada, nordöstligaste Utah och Colorado). Arten är vanligt förekommande.

## Ekologi
Lasioglossum knereri besöker korsblommiga växter som Smelowskia calycina och klockväxter som liten blåklocka.